# Grand Prix Formule 1 van Monaco 1960
De Grand Prix Formule 1 van Monaco 1960 werd gehouden op 29 mei in Monte Carlo op het circuit van Monaco. Het was de tweede race van het seizoen.

## Uitslag
| Pos. | Nr. | Coureur             | Constructeur       | Rondes | Tijd / Oorzaak uitval | Grid | Punten |
| ---- | --- | ------------------- | ------------------ | ------ | --------------------- | ---- | ------ |
| 1    | 28  | Stirling Moss       | Lotus-Climax       | 100    | 2:53:45.5             | 1    | 8      |
| 2    | 10  | Bruce McLaren       | Cooper-Climax      | 100    | + 52.1                | 11   | 6S     |
| 3    | 36  | Phil Hill           | Ferrari            | 100    | + 1:01.9              | 10   | 4      |
| 4    | 18  | Tony Brooks         | Cooper-Climax      | 99     | + 1 Ronde             | 3    | 3      |
| 5    | 2   | Jo Bonnier          | BRM                | 83     | + 17 Rondes           | 5    | 2      |
| 6    | 34  | Richie Ginther      | Ferrari            | 70     | + 30 Rondes           | 9    | 1      |
| 7    | 6   | Graham Hill         | BRM                | 66     | Spin                  | 6    |        |
| 8    | 38  | Wolfgang von Trips  | Ferrari            | 61     | Koppeling             | 8    |        |
| 9    | 22  | Innes Ireland       | Lotus-Climax       | 56     | + 44 Rondes           | 7    |        |
| NF   | 4   | Dan Gurney          | BRM                | 44     | Ophanging             | 14   |        |
| DQ   | 8   | Jack Brabham        | Cooper-Climax      | 40     | Gediskwalificeerd     | 2    |        |
| NF   | 14  | Roy Salvadori       | Cooper-Climax      | 29     | Oververhitting        | 12   |        |
| NF   | 24  | Alan Stacey         | Lotus-Climax       | 23     | Chassis               | 13   |        |
| NF   | 16  | Chris Bristow       | Cooper-Climax      | 17     | Versnellingsbak       | 4    |        |
| NF   | 26  | John Surtees        | Lotus-Climax       | 17     | Transmissie           | 15   |        |
| NF   | 44  | Maurice Trintignant | Cooper-Maserati    | 4      | Versnellingsbak       | 16   |        |
| NQ   | 12  | Bruce Halford       | Cooper-Climax      |        |                       |      |        |
| NQ   | 32  | Cliff Allison       | Ferrari            |        |                       |      |        |
| NQ   | 20  | Brian Naylor        | JBW-Maserati       |        |                       |      |        |
| NQ   | 40  | Masten Gregory      | Cooper-Maserati    |        |                       |      |        |
| NQ   | 46  | Chuck Daigh         | Scarab             |        |                       |      |        |
| NQ   | 30  | Giorgio Scarlatti   | Cooper-Castellotti |        |                       |      |        |
| NQ   | 48  | Lance Reventlow     | Scarab             |        |                       |      |        |
| NQ   | 42  | Ian Burgess         | Cooper-Maserati    |        |                       |      |        |

## Statistieken
| Pole-position | Stirling Moss | Lotus-Climax  | 1:36.3 |
| Snelste ronde | Bruce McLaren | Cooper-Climax | 1:36.2 |

## Noot
- Dit was het debuut voor de Amerikaanse coureurs (en toekomstig Grand Prix-winnaar) Richie Ginther en Lance Reventlow en de Britse coureur (en toekomstig wereldkampioen) John Surtees.

1929 · 1930 · 1931 · 1932 · 1933 · 1934 · 1935 · 1936 · 1937 · 1948 · 1950 · 1955 · 1956 · 1957 · 1958 · 1959 · 1960 · 1961 · 1962 · 1963 · 1964 · 1965 · 1966 · 1967 · 1968 · 1969 · 1970 · 1971 · 1972 · 1973 · 1974 · 1975 · 1976 · 1977 · 1978 · 1979 · 1980 · 1981 · 1982 · 1983 · 1984 · 1985 · 1986 · 1987 · 1988 · 1989 · 1990 · 1991 · 1992 · 1993 · 1994 · 1995 · 1996 · 1997 · 1998 · 1999 · 2000 · 2001 · 2002 · 2003 · 2004 · 2005 · 2006 · 2007 · 2008 · 2009 · 2010 · 2011 · 2012 · 2013 · 2014 · 2015 · 2016 · 2017 · 2018 · 2019 · 2020 · 2021 · 2022 · 2023 · 2024 · 2025